# Селиверстов, Пётр Трофимович
Пётр Трофимович Селиверстов (1886 — ?) — советский военный деятель, полковник юстиции.

## Биография
С 1933 состоял на военной службе. 3 июля 1936 значится военным прокурором войск внутренней охраны управления НКВД по Курской области. В 1937 предположительно работал заместителем республиканского прокурора БССР, и с 30 июля того года был членом тройки НКВД. В дальнейшем назначен исполняющим должность военного прокурора войск НКВД Азербайджанской ССР.

### Звания
- военный юрист 1-го ранга, 3 июля 1936;
- бригвоенюрист, 28 апреля 1939;
- полковник юстиции, 3 апреля 1943.

### Награды
- медаль «За боевые заслуги», 3 ноября 1944.[1]